# جماعة الرفاق
جماعة الرفاق في المدارس
*خصائص جماعه الرفاق 

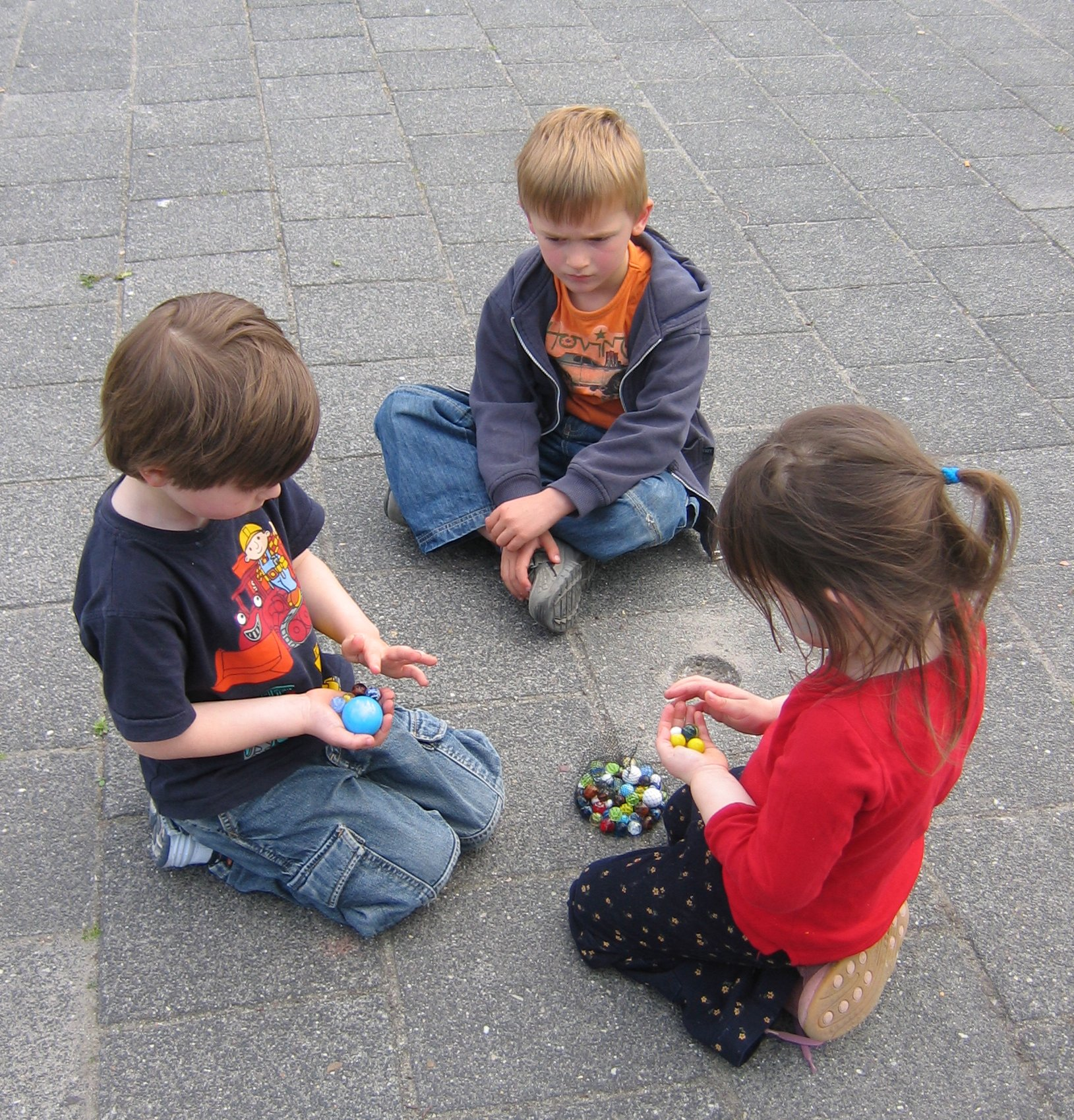

لجماعة الرفاق خصائص عدة ومنها، انها تتكون من عنصرين أو أكثر تتطابق أو تتشابه عقائدهم وأفكارهم وشعور الفرد وإدراكه بأنه يشبه الآخرين والشعور بالنوع.
غير انها تعطي للفرد حرية كبيره في بنائها وتبديدها وحمايتها وتنظيمها وتعطي الفرد الثقة في نفسه وفي مكانته، فهي تعد مصدر مهم عند الأفراد للاقتداء واستقاء الآراء والافكار.
وقد أشار فرينش 1987 ان العلاقة التي تقوم بين أطفال متقاربين في العمر تتسم بقدر أكبر من الاستقرار والتفاعل الاجتماعي مقارنه بالعلاقات التي تنشأ بين أطفال متفاوتين في العمر.
يعمل أعضاء جماعه الرفاق على خدمة الجماعة أكثر من خدمة انفسهم، فهم متضمامنون بحيث يشعر كل عضو بأنه المسؤل عن عمل الجماعة كما أن الجماعة تجعل العضو يحس بالجذب القوي والمستمر لها لتدوم عضويته فيها.
ومن خصائص الجماعة ايضاً انه يوجد فيها مراكز وأدوار وثقافه اجتماعيه واتجاهات وقيم ومعايير سلوكية مشتركه ولكل عضو من أعضاء الجماعة موقع ودور وعلاقه متبادله مع الاخرين في نفس الجماعة ولدى كل عضو شعور بالانتماء والمشاركة ولهم أهداف مشتركه يسعون لتحقيقها مؤكدين من خلالها على هويتهم المشتركه، تستبعد الراشدين على اعتبارهم غرباء.
أيضا تمارس جماعه الرفاق نوعاً من الضبط الاجتماعي على اعضائها، فإذا لم يمتثل العضو لمعايير الجماعة فإنه ينبذ أو يتعرض للسخريه من قبل الجماعة مع وجود نوع من التسامح والتجاوز ولكن إلى حد ما، كما تلعب جماعه الرفاق دوراً كبيراً في حياة الفرد لهذا اعتبرها لينجرن lingren1995 بديلا عن الاسره في التنشه الاجتماعيه، فهي تعتبر مركز نشاطات الفرد اثناء وقت الفراغ لها قيم واعراف، وقد تثور على قيم الأسرة واعرافها ويكون لها ثقافتها الخاصة.